# マナサス (バージニア州)
マナサス（英: Manassas）は、アメリカ合衆国バージニア州にある都市。人口は4万2773人（2020年）。ワシントンD.C.の南西60キロメートルに位置している。独立市だが経済分析局は統計処理の目的で、マナサスとマナサスパークをプリンスウィリアム郡に含めている。マナサスはワシントン・ボルチモア・北バージニア広域都市圏の一部である。

## 歴史

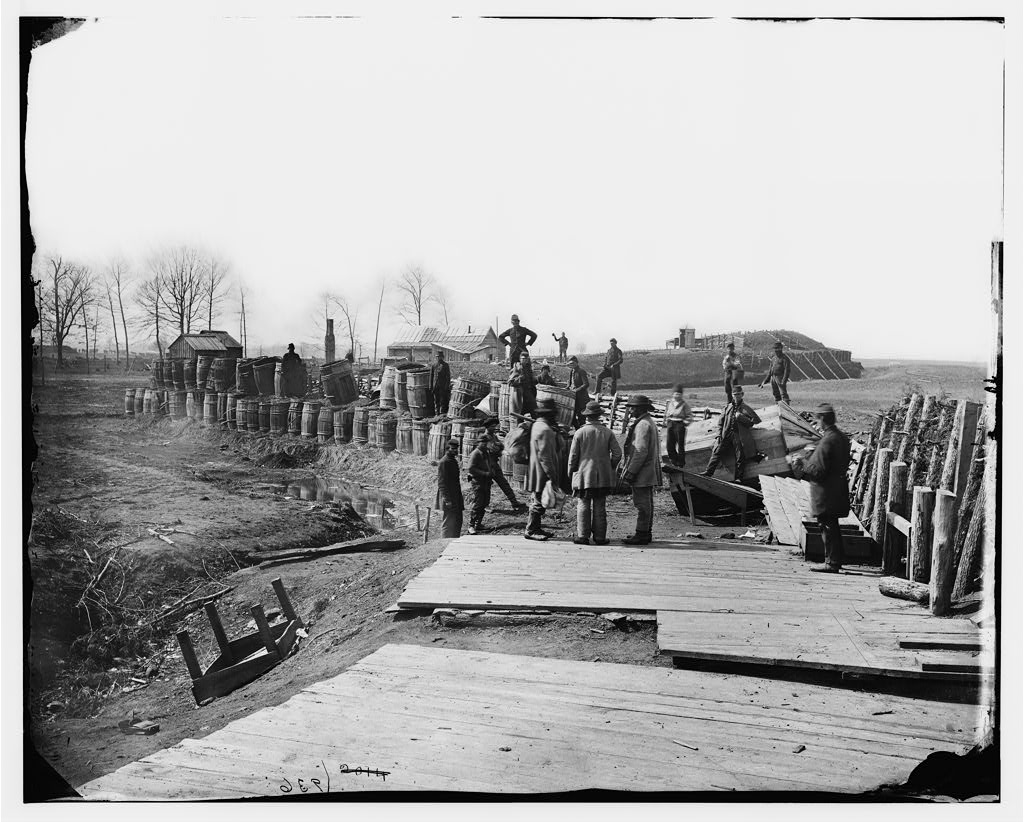
第二次ブルランの戦いの時の南軍陣地

1861年、南北戦争では最初の大きな陸上戦闘である第一次マナサスの戦い、別名第一次ブルランの戦いが市の近くで行われた。1862年8月28日から30日には、第二次マナサスの戦い、別名第二次ブルランの戦いもこの近くで戦われた。当時マナサス結節点は鉄道の交わる所というだけでなく、リッチモンド、ワシントンD.C.およびシェナンドー渓谷に繋がる鉄道があるために戦略的に重要な地点だった。これら2つの大きな会戦で南軍が勝利したにも拘わらず、マナサス結節点は戦争中の大半、北軍の支配下にあった。
この結節点は南北戦争後に成長して1873年には町制を布いた。1892年にはブレンツビルに代わって、プリンスウィリアム郡の郡庁所在地となった。1975年には独立市になった。
現代では、マナサスの発展はワシントンD.C.郊外としての位置付けに強く影響されてきた。そのために交通とアーバン・スプロール現象が大きな問題になってきた。
1993年、ジョン・ボビットとロリーナ・ボビットの事件が起こり、彼等は市内には住んでおらず、マナサスパーク市に近い所に住んでいたにも拘わらず、マナサス市が評判になった。別々の裁判（ジョン・ウェイン・ボビットは強姦罪、ロリーナ・ボビットは暴力犯罪）がマナサス市内にあるプリンスウィリアム郡裁判所で行われた。
2002年10月9日、ベルトウェイ狙撃事件の11番目のものがマナサス市外で起こり、53歳のディーン・ハロルド・メイアーズがプリンスウィリアム郡の州間高速道路66号線近く、サドリー道路沿いサノコのガソリンスタンドでガソリンを入れているときに撃たれて死んだ。
2005年10月、マナサスはアメリカ合衆国では初めての電力線を使った広範囲のブロードバンド送信（電力線搬送通信）を行った場所になった。現在、市民には月30ドルで10 MB/秒送信サービスが提供されている。

## 地理
マナサス市は北緯38℃45分5秒、西経77度28分35秒に位置する。マナサス市には州間高速道路66号線、アメリカ国道29号線およびバージニア州道28号線が通じている。
アメリカ合衆国国勢調査局によれば、市域全面積は10.0平方マイル (25.8 km2)、このうち陸地は9.9平方マイル (25.7 km2)、水面は0.04平方マイル (0.1 km2)で水域率は0.20％である。
マナサスの市政は市政委員会の仕組みを使っている。現在の委員長はローレンス・ヒューである。

### 隣接する郡と独立市
- プリンスウィリアム郡 - 北西、西、南、東
- マナサスパーク市 - 北東

## 人口動態
以下は2000年国勢調査による人口統計データである。
| 基礎データ - 人口: 35,135人 - 世帯数: 11,757世帯 - 家族数: 8,441家族 - 人口密度: 1,366.1/km2（3,537.0人/mi2） - 住居数: 12,114軒 - 住居密度: 471.0軒/km2（1,219.5軒/mi2） 人種別人口構成 - 白人: 72.05% - アフリカン・アメリカン: 12.91% - ネイティブ・アメリカン: 0.36% - アジア人: 3.43% - 太平洋諸島系: 0.09% - その他の人種: 7.89% - 混血: 3.26% - ヒスパニック・ラテン系: 15.13% 2005年時点では非ヒスパニック白人は人口の56.8%、アフリカン・アメリカンは13.3%、ネイティブ・アメリカンは0.5%、アジア人は3.8%、ラテン系は25.6%だった。 年齢別人口構成 - 18歳未満: 29.6% - 18-24歳: 9.8% - 25-44歳: 35.8% - 45-64歳: 19.4% - 65歳以上: 5.4% - 年齢の中央値: 31歳 - 性比（女性100人あたり男性の人口） - 総人口: 103.5 - 18歳以上: 102.0 | 世帯と家族（対世帯数） - 18歳未満の子供がいる: 42.3%% - 結婚・同居している夫婦: 55.8% - 未婚・離婚・死別女性が世帯主: 11.3% - 非家族世帯: 28.2% - 単身世帯: 21.1% - 65歳以上の老人1人暮らし: 3.7% - 平均構成人数 - 世帯: 2.92人 - 家族: 3.39人 収入と家計 - 収入の中央値 - 世帯: 60,409米ドル - 家族: 70,141米ドル - 性別 - 男性: 43,646米ドル - 女性: 30,678米ドル - 人口1人あたり収入: 24,453米ドル - 貧困線以下 - 対人口: 6.3% - 対家族数: 3.7% - 18歳未満: 7.6% - 65歳以上: 5.4% |

2007年時点で、地元のヒスパニック系指導者は、マナサスのヒスパニック系社会が約2万人から3万人に成長したと推計している。その他の市民集団は不法滞在者の数を問題視している。マナサスに住む不法滞在者の正確な数字は分かっていない。
2008年10月時点で、マナサス市警察は12月1日から逮捕された全員の滞在状況を調べると宣言した。この政策は周辺のプリンスウィリアム郡と協力して行われることが意図されている。警官は州法や地元の法を犯した廉で逮捕された者全てに移民の状況を尋ねることになる。プリンスウィリアム郡と同様に、警官はある人物が不法に国内にいると考える理由があれば、逮捕の前にその人物の滞在状況を尋ねることができることになる。

## 犯罪
21世紀になって、マナサス市は1999年以降犯罪が全体的に増加した。2006年の総犯罪指数は住人10万人に対する犯罪数307.3だった。1999年の指数は223.5だった。アメリカ合衆国の全国平均は320.9だった。マナサスの暴力犯罪の比率はバージニア州平均よりも高く、アメリカ合衆国南部の郊外地域に典型的なパターンになりつつある。
CNNのマネー・マガジンに拠れば、人身に関する犯罪は住民1,000人当たり5件となっており、最も良好な所の平均ではこの数字が1.3である。マナサスでの窃盗犯罪は住民1,000人当たり31件となっており、最も良好な所の平均ではこの数字が20.6となっている。

## 交通

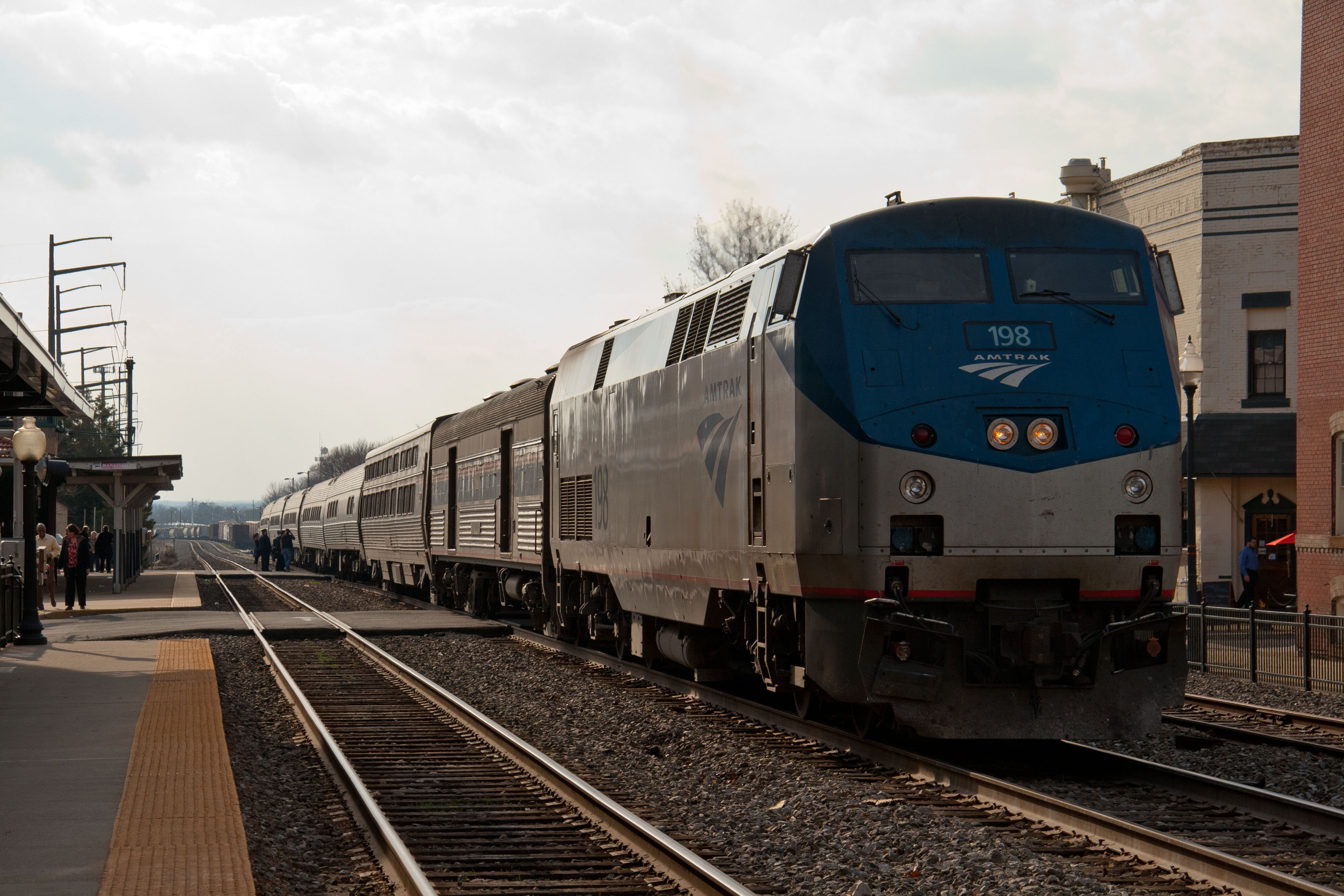
マナサス駅のカーディナル号

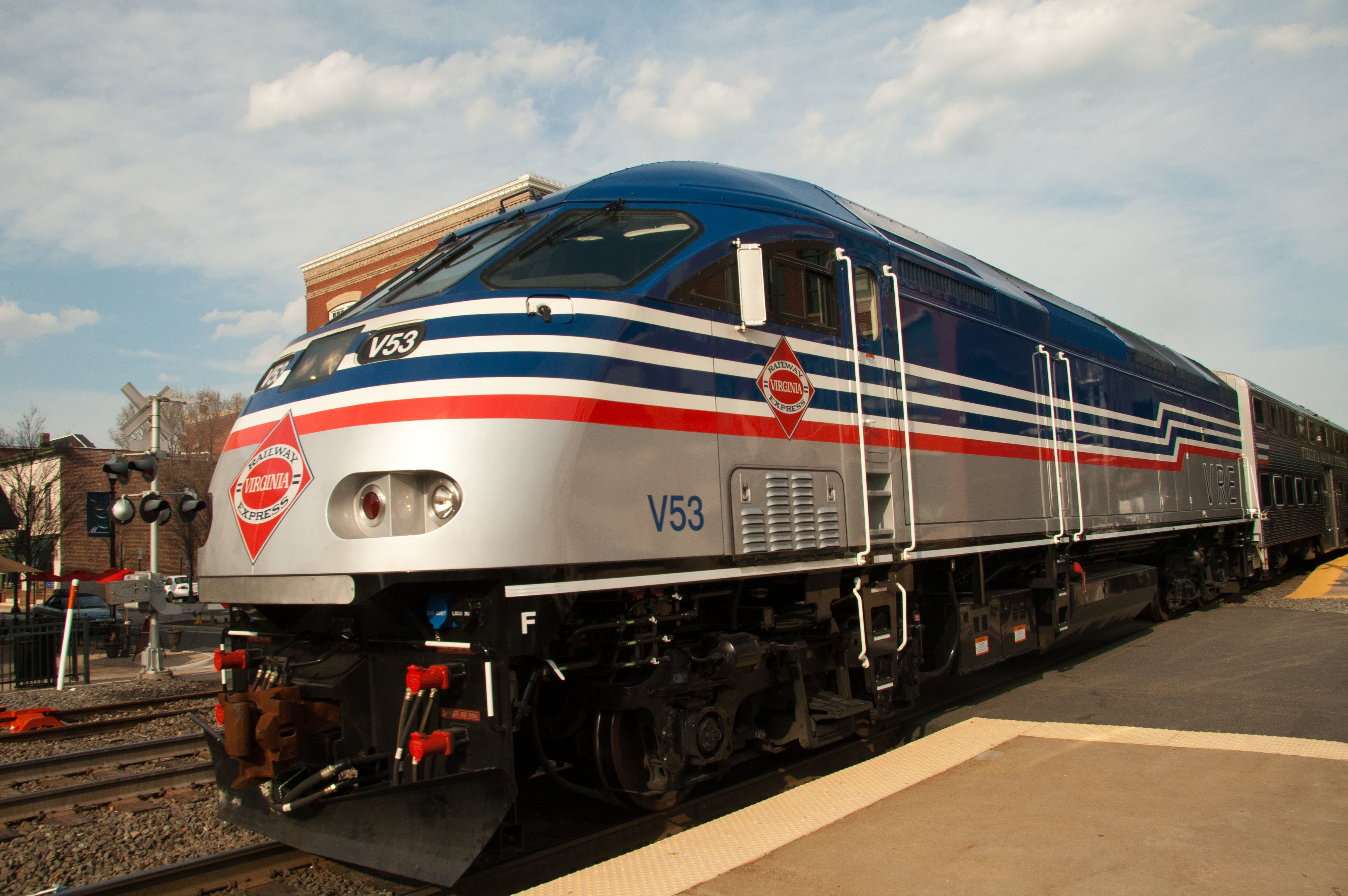
バージニア急行

### 鉄道
マナサス駅は、オレンジ・アンド・アレクサンドリア鉄道とマナサスギャップ鉄道のジャンクションだった。オレンジ・アンド・アレクサンドリア鉄道はアレクサンドリアからマナサスを抜けて南に向かいオレンジに至る線を所有しており、一方マナサスギャップ鉄道はマナサス駅から西のマナサスギャップを抜けて建設された新しい線だった。
現在の鉄道線はほぼ当初の径路に従っており、ノーフォーク・サザン鉄道が所有している。
アムトラックとバージニア・レイルウェイ・イクスプレスがノーフォーク・サザン鉄道が所有する線路を使って長距離運行と通勤用運行を行っている。カーディナル号とクレセント号はアムトラックの列車である。カーディナル号はシカゴが終点であり、クレセント号はニューオーリンズが終点である。「VRE」ことバージニア急行鉄道（バージニア・レールウェイ・エクスプレス　Virginia Railway Express）はアレクサンドリアとワシントンD.C.への通勤手段として大変人気がある。

### 主要高規格道路
マナサスに出入りする主要道路はバージニア州道26号線と234号線であり、州間高速道路66号線とアメリカ国道29号線が近いが市内を通っているわけではない。

### 空港
マナサス地域空港が市内に位置している。

## 学校
マナサス市にはマナサス公立学校制度がある。5つの小学校、1つの中学校および1つの高校がある。2006年9月5日、メイフィールド中学校が開校し、5年級と6年級の生徒を教えている。
プリンスウィリアム郡公立学校地区の中の幾つかの学校はマナサスの住所を持っている。マナサス市外の領域を受け持っており、市域の外に位置している。
マナサスの近傍にはジョージ・メイソン大学、北バージニア・コミュニティカレッジ、ECPI工科大学および、ストレイアー大学の分校がある。これらの幾つかはプリンスウィリアム郡の領域内にあってマナサス市域から外れているが、北バージニア・コミュニティカレッジやストレイアー大学はその分校を「マナサス・キャンパス」と呼んでいる。

## 出身人物
- リーアン・トゥイーデン - モデル
- C・J・サポング - サッカー選手